# Edward Murphy (remero)
Edward Murphy (West Newton, 30 de octubre de 1971) es un deportista estadounidense que compitió en remo.
Participó en dos Juegos Olímpicos de Verano, obteniendo una medalla de plata en Sídney 2000, en la prueba de dos sin timonel, y el quinto lugar en Atlanta 1996 (ocho con timonel).
Ganó dos medallas en el Campeonato Mundial de Remo, en los años 1994 y 1997.

## Palmarés internacional
| Juegos Olímpicos   | Juegos Olímpicos              | Juegos Olímpicos  | Juegos Olímpicos   |
| Año                | Lugar                         | Medalla           | Prueba             |
| ------------------ | ----------------------------- | ----------------- | ------------------ |
| 2000               | Sídney (Australia)            | Medalla de plata  | Dos sin timonel    |
| Campeonato Mundial |                               |                   |                    |
| Año                | Lugar                         | Medalla           | Prueba             |
| 1994               | Indianápolis (Estados Unidos) | Medalla de plata  | Cuatro con timonel |
| 1997               | Aiguebelette (Francia)        | Medalla de bronce | Dos sin timonel    |